# 澳洲山莊
23°15′21″N 113°31′00″E / 23.2558°N 113.5167°E
澳洲山莊為一件位於中華人民共和國廣東省廣州市黃埔區新龍鎮金坑村的建築開發案，由廣州市澳美房地產開發公司開發。澳洲山莊原规划打造成集居住、休闲、娱乐度假于一身的高級住宅，規劃建築面積約20.2萬平方公尺，於1992年動工建设。但由於澳美公司資金鏈斷裂，工程於2001年停工。此時，山庄共建房屋约292栋，其中封顶及建成225栋，在建或烂尾67栋。
此後，為籌措資金，澳美公司將部分澳洲山莊的土地、房屋等資產過戶、抵押或變賣給广州方兴房地产建设有限公司，使得澳洲山莊土地被分割，產生了土地權屬爭議。此外，方兴公司将部分土地出售予和记黄埔旗下的广州御湖房地产发展有限公司，而澳美公司则引入广东宏宇集团参与谈判，使得土地权属更为复杂。在2011年及2016年，澳洲山莊兩度傳出重建的計畫，但都因為土地權屬爭議，重建計畫均未施行。2021年，广州市政府多个部门联合发文，以澳美公司擅自將承包範圍內部分土地私自轉讓方興公司開發，造成國有資產重大流失为由，解除澳美公司與金坑林場所簽訂承包轉讓合同。这也就意味着澳洲山庄所在的土地被政府收回。2023年11月，業主代表轉述黃埔區政府內部人士消息，稱區政府會主導山莊重建，供當年買下爛尾樓的業主居住。
自1998年澳美公司资金链断裂起算，澳洲山庄已经烂尾25年。澳洲山莊被廣州日報、羊城晚報、重慶日報、明報等多家媒體稱為「廣州最大爛尾樓」。山庄总共售出2386套房，其中解除合同865套，停供139套。山庄的烂尾给业主带来不小的影响。业主二十年来不断维权，澳洲山庄业主的长期维权活动，被列入广东省、市、区新房要案的重大不稳定隐患。據業委會統計，2020年中秋節時活躍維權的業主不到300人。

## 歷史沿革

### 規劃與興建

澳洲山莊當時的規劃圖，可見其配備了娱乐城、遊艇俱樂部、学校等設施。

1991年，潮汕商人胡耀智回國投資，以中外合資方式在廣州設立一家織衣廠，由胡耀智出资，广州市经济技术协作办公室负责技术、招工事务。吴楷明是协作办公室的职员，与胡耀智同为潮汕老乡。后来吳楷明作為中方派駐的人員，加入胡耀智的公司。1992年，在吳楷明的推薦下，胡耀智以6萬多元一畝的價格買下了後來建成澳洲山莊的10个土地、共986亩土地，注資約2億人民幣成立廣州澳美房地產開發公司。他任命吳楷明為副總經理，開始建設澳洲山莊，並与几家银行产生了贷款或贷款担保。
澳洲山莊原规划打造成集居住、休闲、娱乐度假于一身的高級住宅，規劃建築面積約202990平方公呎，配有超商、飯店、狩猎区、娱乐城、野营培训中心、水上度假村、贵族学校等。共有292棟楼房，数千套商品房，被划分为A、B、C、D、EA区和别墅区。1992年12月15日，澳洲山庄开工奠基。在开发澳洲山庄的过程中，澳美公司未採用滾動開發方式，而是同時開工共6區的全部項目。澳美公司於1994年、1995年、1996年辦理了三份預售許可證。1996年，澳美公司在廣州市進行樓盤廣告和名人代言宣傳，推介其開發房地產項目“澳洲山莊”。當時澳洲山莊標價高達3000元/平方米，主打大自然、零污染的渡假概念。為加快銷售，澳美公司給業主提供了「20年免息分期付款、首期3.8萬元、月供488元」的優惠付款方式。1997年11月，澳洲山庄售出约1800套；至1998年，卖出的数字达到2000多套。最终，澳洲山莊總共售出的房屋超過3000套，其中有2483戶業主的整套購房資料在政府的監管部門辦理了鑑證、登記手續並備案，另外還有約1000戶業主未登記備案。另一份官方资料统计，山庄总共售出2386套，其中解除合同865套，停供139套。

### 資金鏈斷裂

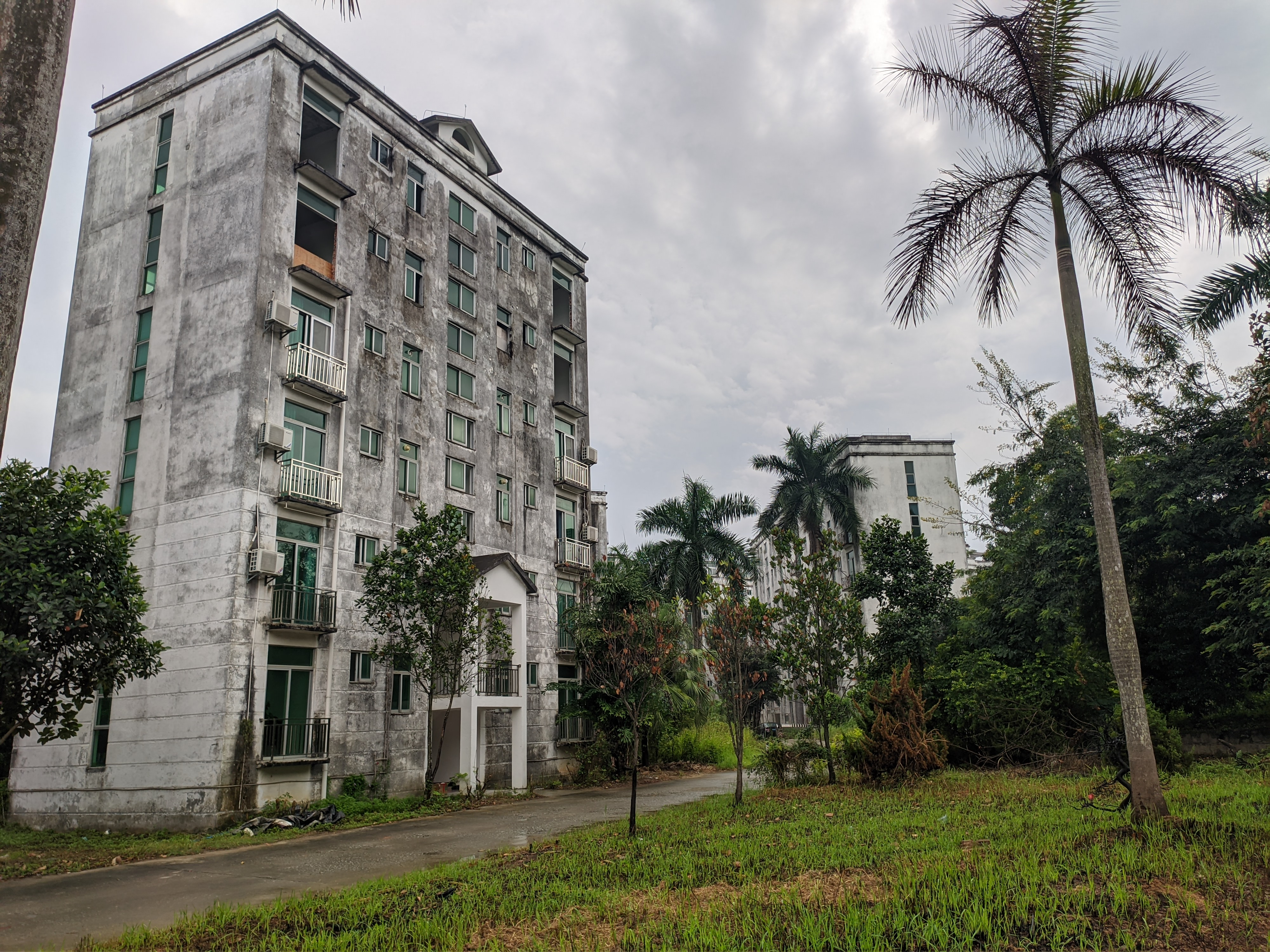
澳洲山莊B區建築，可見其框架、外牆均施工完成，外立面施工至一半。

1998年，胡耀智稱澳美財務總監何某侵占大量业主预售款，利用手上保管的大量合法权证在外以公司名义大举借债，侵占公司金額達1.2億元並卷款潛逃，導致澳美公司資金緊張。1998年下半年，澳美公司向业主发信，建議業主去银行辦理房屋按揭贷款，並將貸款金額交付給澳美公司，贷款的利息由澳美公司支付。但此时澳美公司的財務问题愈发严重。1998年，澳洲山莊部分工程停工，往返廣州東站的穿梭巴士取消，水上餐厅、西餐厅、飯店陸續停業。1999年，澳洲山莊建設項目就近乎全面停擺。2000年9月，澳美公司停止支付业主的贷款利息。
對於資金鍊斷裂的緣由，有業主則有不同說法。業主勞粵矪回憶，在澳美公司宣稱何氏兄弟卷款跑路前，澳洲山莊C區曾停工半年，各路房仲瘋狂推銷待建的EA、A區的房子，賣完房子後C區才復工。他又測算，約1800戶業主選擇按揭買房，僅利息一項就達到貸款總額的60%至80%，澳美公司每月都要向銀行支付一大筆資金。業主劉永廣則猜測，澳美公司挪用後期房款建前期房屋，才導致資金鏈斷裂。
2000年前后，澳美公司将实际并不具备交房条件的房屋交给部分业主。這些房子無法通過消防驗收、配套不足、無法辦理房產證。另外，有部分房子存在渗水漏水、墙不平、门窗等问题，僅有約30戶業主裝修入住。同年，因資金短缺，澳洲山莊所有建築停止建設。此時，山庄共建房屋约292栋，其中封顶及建成225栋，在建或烂尾67栋。許多業主因為無法按時收樓又背上貸款，不斷起訴澳美公司維權，胡耀智也多次被列為失信被執行人。

### 賣地求資

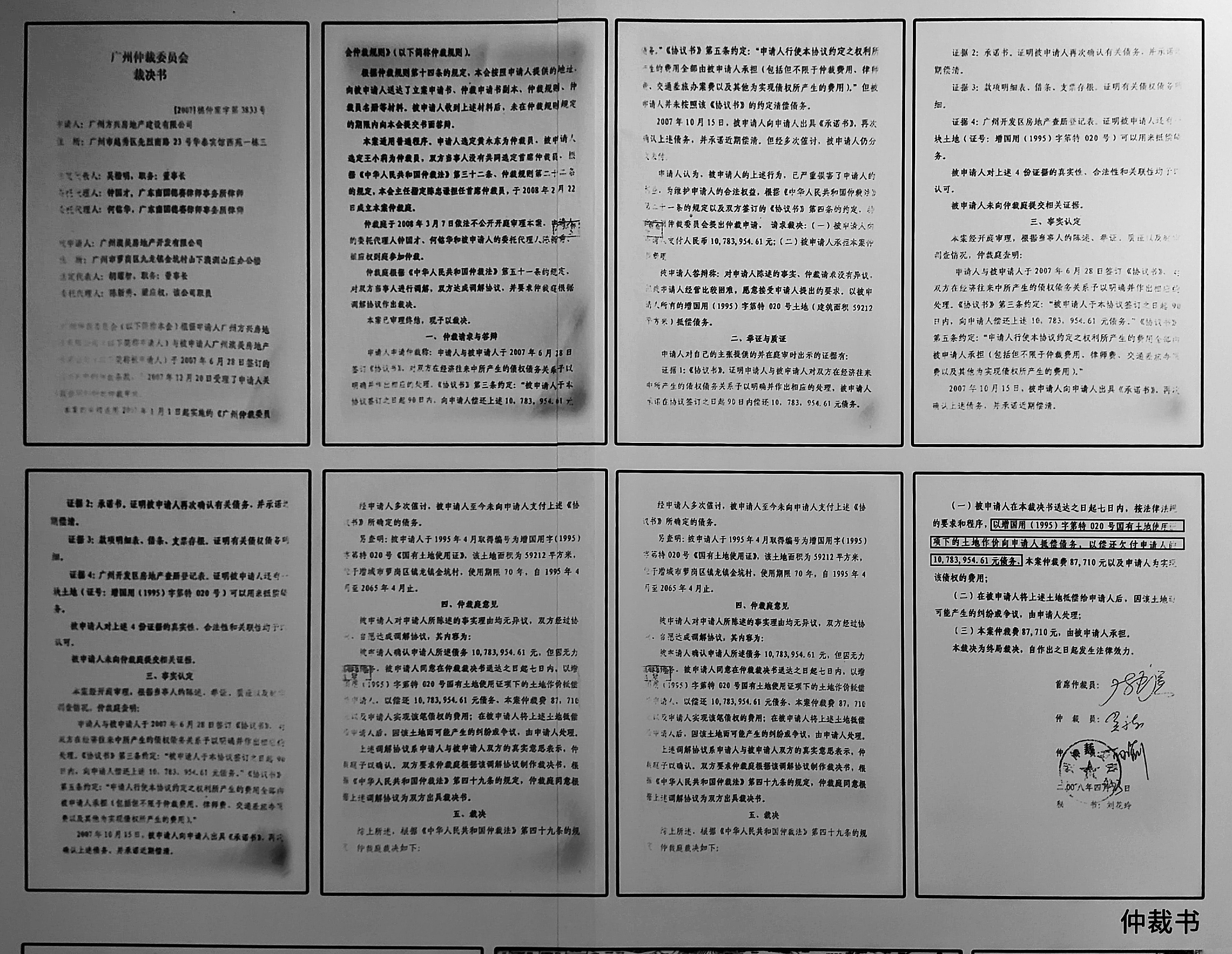
2008年4月，澳洲山莊020土地由澳美公司過戶至方興公司的仲裁書

之後數年，澳美公司向許多有實力的開發商拋出橄欖枝，希望得到他們的幫助，以讓澳洲山莊繼續建設。2003年，胡耀智和一家房企基本談妥，但最後簽約並沒有如期進行。對於簽約失敗的原因，胡耀智和吳楷明的說法並不完全統一。胡耀智稱吳楷明認為這家房企不是好的合作對象；吳楷明稱因為胡耀智不滿意對方在最後關頭壓價。
2004年，澳美公司为解决资金问题，將增國用（1995）字特第018號、022號、024號、026號4個土地證、總共340畝土地转让给方兴公司。胡耀智稱，吳楷明要與長江實業合作，轉讓地權是吳楷明的要求，便於合作。為了展現誠意，吳楷明借了一筆資金給胡耀智支付水電費和員工工資。不過對於轉讓的價格，雙方說法不一。吳楷明稱價格分別是3.8萬元/畝和5萬元/畝，胡耀智則說是30萬元/畝。據公開資料，2004年12月23日簽訂的3份合同價格確為3.8萬元/畝和5萬元/畝，而在2004年12月30日簽訂的合同價格則為30萬元/畝，總價為1.02億元，與澳美公司提供的2007年地方稅收納稅申報表相同。
2005年，方興公司向澳美公司提议把包括“017号土地”在内的3块地交给它操盘。2006年2月，李嘉誠旗下長江實業與和記黃埔聯合宣布雙方，將與方興公司共同投資組建合營公司，以共同開發廣州市的4幅住宅用地。同年，代表澳美公司、方興公司兩方合作的廣州富鼎實業公司成立，其註冊資本為300萬元，分別由吳楷明配偶鍾課枝、胡耀智下屬江大同持股50%。胡耀智與江大同同時簽訂了協議書，約定“胡耀智是公司的實際投資者”。
2007年，兩公司联手伪造了一笔债权债务，并把伪称的澳美欠债款项拆分成3笔，分别用3则仲裁以3块土地（增國用（1995）字第特017、020、0021號）的转让来抵债偿还，这些土地按当时市价约9亿元。雙方約定，020號土地和0021號土地過戶，而017號土地則暫緩過戶。胡耀智稱，未過戶的原因是這塊土地上沒有建築物，適合做安置房。與此同時，澳美與銀行的貸款随着楼盘烂尾无法偿还变成了不良债权，后被卖到信达资产管理公司。
至此，澳美公司名下剩下增國用（1995）字特第019、023號，及21號部分土地和穗府國用（2012）第05000135號土地，共計278.71畝土地，多數上蓋有建築物且位於山上。方興公司則持有370.93畝土地，位於山下。

### 兩度傳出重建希望

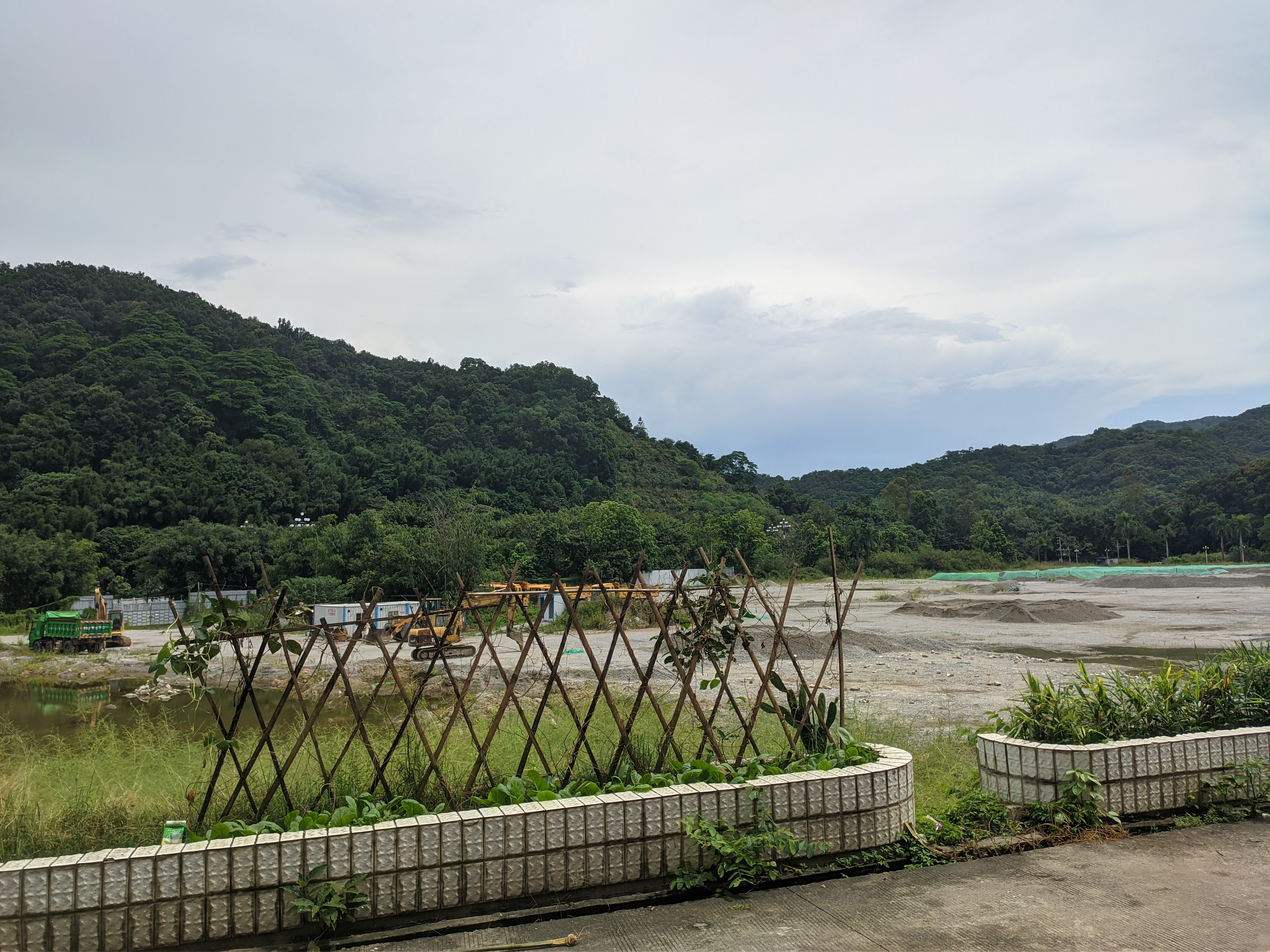
澳洲山莊0021土地鄰近公路，地形較為平整。

2011年，有消息指李嘉誠旗下的長江實業與和記黃埔將會接手改造，在EA區也有部分樓房被拆除。最後僅是削平由方興公司提供的金坑水库南侧山丘及坡地上的山顶公园以建設御湖名邸，並未處理澳洲山莊的其他建築物。而傳出的徵用回遷計畫也落空。
2013年2月20日，鍾課枝、江大同分別將所持富鼎公司的股份轉讓給吳楷明、談建強（吳楷明下屬）。吳楷明表示，因為胡耀智沒有資金，加上也已年邁，所以簽轉讓協議退出，胡耀智則表示他是出於對吳楷明的信任才退出。2013年3月，广州市处理“烂尾楼”专责小组召开第二次全体会议，会议审议通过《澳洲山庄盘活重建工作方案》。《重建方案》写道：项目大部分楼房已烂尾十多年，年久失修存在安全隐患，已建房屋报建资料不全，未经规划部门审批擅自建设，不具备消防验收条件等，从办理房产证角度进一步完善相关手续已无可能性。澳美公司已引进方兴公司及其子公司富鼎公司合作开发并帮助解决资金问题。合作各方拟将临近广汕路的10万平方米暂未开发的土地用于项目启动区建设，计划建成约30余万平方米的住宅及相关商业配套设施，将不符合规划的房屋整体拆除重建。方兴公司同意用此项目的房源和回笼资金用于滚动开发。澳美公司將與所有購房業主簽訂同意拆除重建確認書和相關安置補償協議。對不同意拆除重建方案的業主，對其房屋案現狀予以保留；對於確實無法聯繫到的業主，要做好在啟動區預留等面積房屋。2013年12月，信达把约1.46亿元的不良资产包，以3050万卖给广东志华发展有限公司。
2015年，澳美、方兴（富鼎）两家开发单位共同向国土规划部门提交了澳洲山庄重建整体修建性详细规划方案。廣州市開發區、黃埔區國土資源和規劃局對澳美公司、方興（富鼎）公司兩家開發單位共同提交的澳洲山莊重建整體修建性詳細規劃方案進行了審查，以140號方案函復，落實了相關控制指標及小區公建配套。10月30日，澳洲山庄数百业主回到了澳洲山庄。澳美公司董事長胡耀智宣布引入平安不动产，由平安注資25億元，將澳洲山莊推倒重建。他表示业主两年后就可以住上新房。
2016年3月，廣州市開發區、黃埔區國土資源和規劃局連同兩家開發單位、業主代表等召開澳洲山莊項目歷史遺留問題協調會。與會各方一致認同按照140號方案啟動澳洲山莊建設工作，同意澳美公司作為首期開發建設主體、啟動開發“017號土地”。「017號」土地尚無建物，建房子最快最方便，可建約11棟樓，安置1000多戶業主。

### 土地權屬糾紛

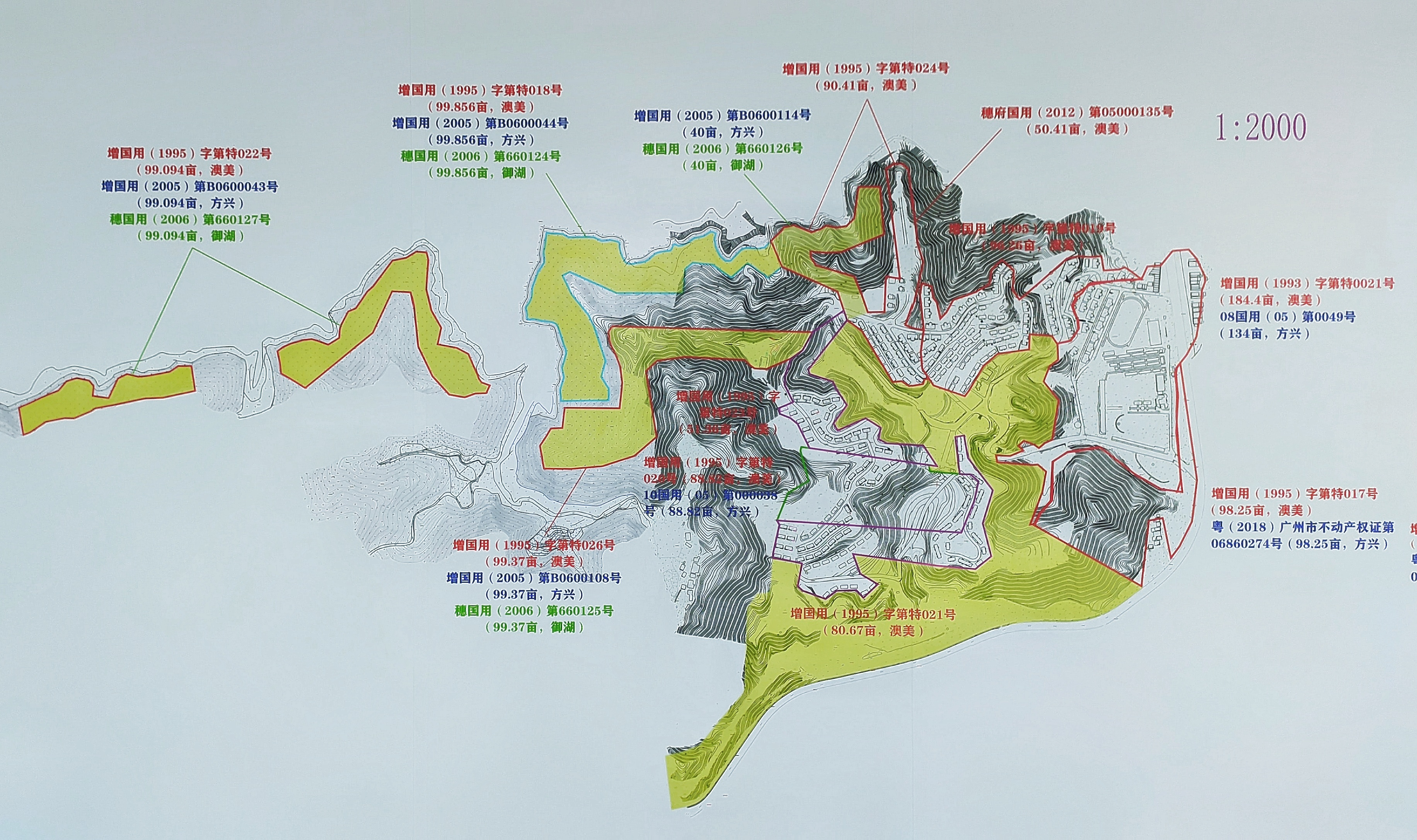
澳洲山莊土地權屬現狀圖

隨後，澳美公司与方兴公司产生一系列纠纷，从资金到土地，双方也通过诉讼为自己争取利益，而重建計畫也被擱置。
2016年5月，吳楷明已經向法院申請恢復執行“017號土地”強制過戶。根據澳美公司及胡耀智的《告業主書》，胡耀智以私人名義籌措了全部“017號土地”的建設資金，也已完成土地平整。2016年8月，廣州市開發區、黃埔區國土資源和規劃局表示，根據黃埔區法院的司法文書，澳美公司已經喪失重建啟動區“017號土地”的土地使用權利，其對該土地開發報建的主體資格已無法律依據和事實依據。對於申請土地過戶的原因，雙方說法不一。吳楷明稱，因為開發報建所用的土地權屬不一，統一權屬之後比較方便。他也表示，胡耀智引入了新股東，他是為了保障自己的權益才選擇過戶。胡耀智則稱，吳楷明承諾重建完成之前017號土地不應過戶，此次是他自己毀約。
據查冊顯示，2016年3月，胡耀智將香港澳美237.5萬股的股份轉讓給廣東宏宇集團子公司，佔總股本的比例為25%。2016年10月，胡耀智又將自己持有的香港澳美522.5萬股轉讓給廣東宏宇集團子公司，自己僅持股20%。胡耀智否認宏宇集團是他引入的新合作方，不過有3名以上澳洲山莊的業主表示，宏宇集團曾派出代表作為澳美公司與澳洲山莊的業主舉行溝通會。
2017年，广州市黄埔区成立处理澳洲山庄“烂尾楼”问题工作领导小组。领导小组工作专班办公室设在黄埔区委政法委，专门对接跟进处理澳洲山庄相关问题。2018年6月，广州开发区原国土资源和规划局和黄埔区原国土资源和规划局向宋卫与张龄丰作出《关于反映澳洲山庄盘活重建工作停滞等信访事项的答复意见》。《答复意见》建议澳美公司及方兴公司（富鼎公司）选择各自名下产权明晰、现状条件较好的土地，备齐相关材料后向该局申请单体建筑《建设工程规划许可证》，并依程序完成消防、环保、住建等动工前有关审批手续，可开工建设。但至今“名下产权明晰、现状条件较好的土地”仍未被确定。2018年8月，志华公司将该资产包以3050万卖给了方兴公司。方兴公司因此拥有了澳美公司的3笔债权。因債權澳美公司尚未償還完畢，方興公司申請查封澳美公司旗下僅剩的4塊土地，胡耀智目前名下的土地全部處於凍結狀態。澳美公司2019年1月曾計劃拿出021號土地安置業主，卻被告知該土地處於被查封，無法辦理手續。
澳美公司主張，2007年的仲裁案無效，方興公司無償取得的土地應該返還給澳美公司。2019年7月，廣東省高級人民法院作出的一份終審裁定顯示，澳美公司申請的虛假仲裁案於法無據，該院不予支持。2020年1月6日，廣州仲裁委員會復函稱，在材料中提及的995號案、3833號案、2829號案均經立案、送達、答辯、舉證、質證、開庭審理、辯論等仲裁程序，仲裁程序合法，不予支持假仲裁。而在2019年8月12日，方興公司向廣州市中級人民法院申请对澳美进行破产清算。9月2日，广州中院举行听证会，澳美向合议庭承诺，在债权金额确定后15天内能够全额還款。方兴坚持申请澳美破产。後澳美公司將1600萬元匯至法院的賬號上，2019年12月6日，廣州市中級人民法院裁定認為，方興公司提供的證據無法證明澳美公司的債務金額。2020年4月28日，廣東省高級人民法院裁定，澳美破產清算案缺乏充足的事實依據，不予支持。
2019年11月，澳洲山莊業主在對名下的房屋進行查冊時，發現了澳洲山莊21號土地證上的證載面積由12.2萬平方米縮減為8.9萬平方米，有3.3萬平方米土地不知所終。方興公司從澳美公司買走澳洲山莊018、022、024、026四個土地，這四個土地被過戶到方興公司之後，方興公司名下上述四個土地的面積雖然沒有改變，但坐標和形狀都發生改變。此次調整導致部分房屋形成「有屋無地」、或實際坐落土地與證載土地不一的情形。方興公司稱，因為在轉讓過程中找不到業主，澳美公司把有建物的50畝切出來，切完後剩下的134畝轉讓給方興公司。政府官方的回覆中，這兩宗土地被註銷均屬“依法依規”的轉移登記。有業主已經收樓了，才發現房子下面的土地被註銷了，無法辦理房產證。至此，澳美原有的10塊澳洲山莊的土地中，有7塊無建物的土地已經被轉移至方興名下，剩下的3塊有建物的土地處於被法院查封的狀態。

### 政府收回土地
2021年5月8日，廣州開發區規劃和自然局、廣州規劃和自然資源局黃埔分局和黃埔金坑林場聯合向廣州澳美房地產開發有限公司下發了《解除合同通知書》。通知書稱，澳美公司未經發包方審批、備案，擅自將承包範圍內的388.732畝土地私自轉讓給第三方方興公司開發，造成國有資產重大流失。而這388.732畝土地正是胡耀智早年賣給方興公司用於開發御湖名邸項目的4塊地。因此，澳美公司與金坑林場所簽訂承包轉讓合同因澳美違約，合同將解除。金坑林場將恢復自主經營管理，澳美公司應撤出金坑林場。2022年11月18日，黄埔区住房和城乡建设局发布了一则澳洲山庄房屋安全评估项目招标公告。项目要求第三方单位对存量房屋（共193栋）进行逐栋排查，描述每栋房屋损坏情况，并按照完损性鉴定的标准确定房屋结构安全等级；第三方单位在完成评估鉴定后，汇总小区情况，形成评估报告，报告中需分类说明房屋现状、提出专业处置建议。评估项目预计11月底可完成。2023年9月，澳洲山庄32套房源被越秀区人民法院上架法拍网拍卖。法院提醒称，待拍卖房屋目前未办理产权证、未建筑施工完成、未验收、未通水电，不具备交付使用入住的条件，法院不对财产质量作瑕疵担保，不承诺办理产权证，但负责成交后的场地交付并办理预售过户登记。然而，该轮拍卖标的全部流拍。
2023年11月，業主代表轉述黃埔區政府內部人士消息，稱區政府會主導山莊重建。2024年7月，“黄埔区处理澳洲山庄烂尾楼问题领导小组办公室”发布公告，征集当年购买澳洲山庄物业的业主或相关权利人的信息。同月30日，黄埔区政府将澳洲山庄旁一幅约五万平方米的国有建设地块挂牌出让，据信相关地块将用于安置烂尾楼的业主。8月30日，该地块被黄埔区属的知识城集团拿下。
2025年4月，澳洲山庄安置房项目动工。该项目的安置面积按原房面积的1.1倍考虑，可安置1,342户。当局称该安置房仅用于解决“澳洲山庄购房人生存权问题”，约700户早年胜诉解除了购房合同却未收回楼款的业主尚无法申请。

## 現狀
澳洲山庄由於資金、產權問題“爛尾”至今，只有保安守在已生锈的铁门旁盘问每一个进出的外来人员。因为人少，物业基本没有管理，使用的水電費用較高，燃气未通。小區電壓不穩，每週停水，一旦打颱風就看不了電視。水电问题直到2022年才有所改善，但仍不稳定。又由於管理缺失，部分裝修好的房屋被小偷洗劫，“精裝房”被偷成“毛坯房”。多數房子受到白蟻侵蝕，家具腐朽，門窗不保；外牆壁馬賽克脫落，庭院雜草叢生；自來水管嚴重老化，流出暗紅色液體，别墅区后山部分被人用围栏圈起作為养鸡场。。山庄方圆几公里很难叫到外卖，快递也只能送到大门口，最近的超市在5公里外。 
山庄A区是入住户数最多的一个区域，C、D、EA区的不少楼房都仍处于毛坯状态，有的仅做好框架结构，有的樓房內出現蜂巢。
澳美公司實際控制人一直居住於此，不過由於山莊長年荒廢無人，建築時常成為本地流浪漢的棲息地。2017年底，附近的金坑村開始改造。2019年後半年之後，隨著地鐵開通及山莊附近村莊拆遷，有些附近的村民租用房屋接通水電，住進山莊。有业主在自己楼下开地种蔬菜、木瓜等，有時也會有澳美公司的工作人員送業主大米、麵、油的禮品，山莊人氣漸旺。

## 影響
澳洲山莊的業主有的收了房、辦了登記備案但拿不到房產證，有的收了房沒有登記備案，還有的無法收房。当初购买澳洲山庄的，大多是退休干部、工程师、医生，甚至还有体育、文艺界的名人。遭遇此事后，有業主因為向銀行貸款而澳美公司未支付利息而自己還清貸款；有業主擔心自己收房時變成遺像掛進去；有的業主至死都没有住进新房。有業主因為購買澳洲山莊的房子，佔用了購房名額，導致無法在黃埔區購房。後在記者幫助下，與澳美公司、相關部門協調，購房合同解除，名額才被取消。山庄烂尾后，业主不断通过找银行、找政府、找媒体的方式维权。澳洲山庄业主长期维权活动，作为重大不稳定隐患被列入广东省、市、区新房要案。2020年中秋節時，據業委會統計，能聯絡到的在世業主有1,100餘人，活躍維權的業主不到300人。

## 評價
律師金焰指出，这一楼盘原来只是烂尾的问题，现在随着土地价格的暴涨，引来开发商的土地之争，这让土地权益变得极具争议，而后续是否能得到妥善处理，需要政府有关部门的大力支持。

## 公共交通
廣州地鐵21號線金坑站位於澳洲山莊附近，自B出口步行10分鐘可抵達，而澳洲山莊外亦設有同名公車站。

| 编号 | 编号 | 线路     | 线路 | 线路                     | 收费 | 备注             |
| ---- | ---- | -------- | ---- | ------------------------ | ---- | ---------------- |
|      | 345  | 家和天曜 | ⇆    | 知识城南（地铁何棠下站） | 3元  | 不大于15–30分/班 |